# Bronz

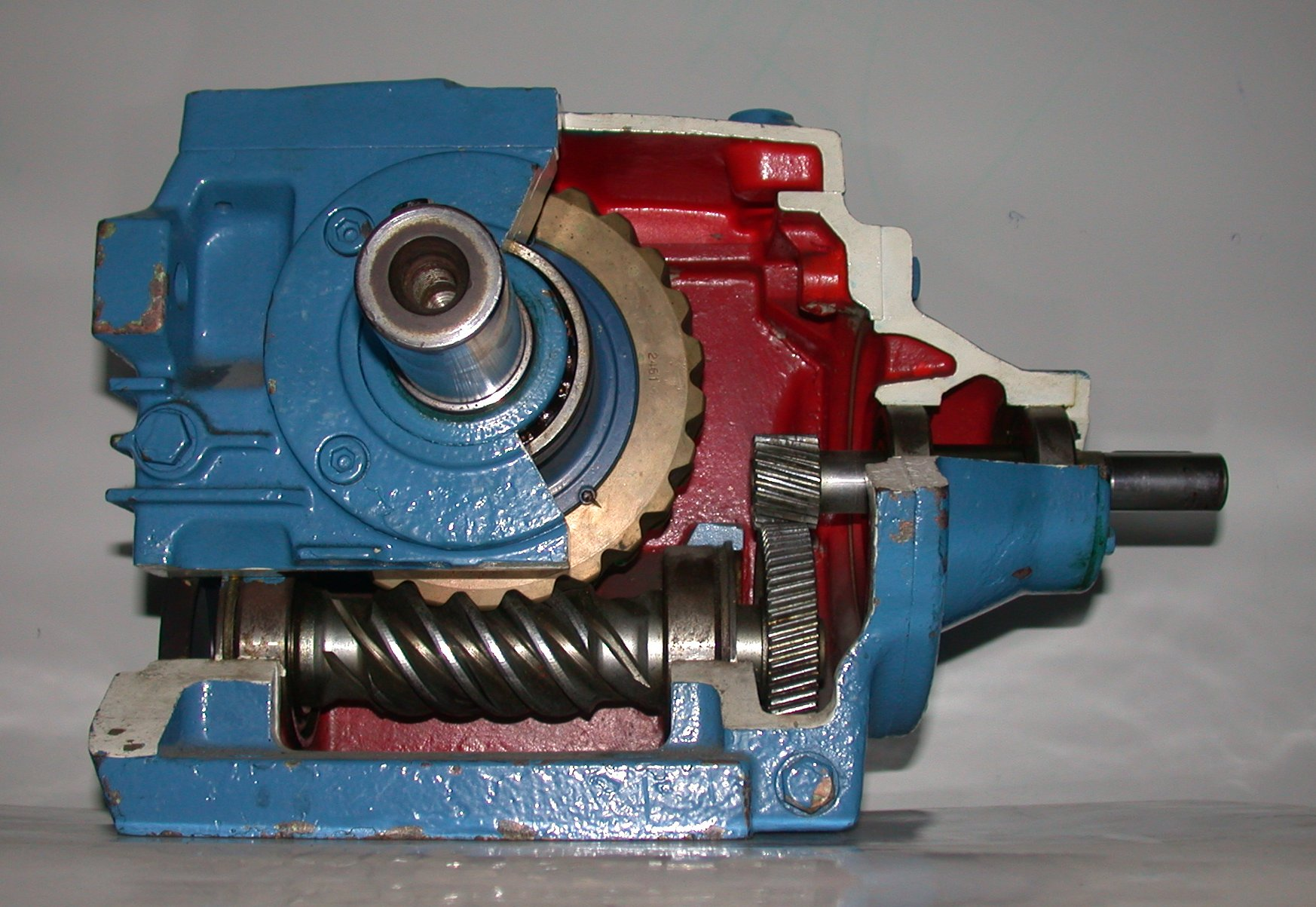
Bronz csigakerék egy hajtóműházban

A bronz a réz különféle ötvözeteinek általános elnevezése. Legelterjedtebb, a köznapi nyelvben egyszerűen bronznak nevezett változata az ónbronz, ahol az ötvözőanyag az ón, azonban ehhez az alaphoz lehet adni például arzént, alumíniumot, és egyéb fémeket is. Az arzénbronz az ókorban gyakran okozott mérgezést. Ennek állít emléket Vulcanus, a sánta kovácsisten. Kemény fém, számos ipari felhasználása létezik, már a civilizáció hajnalán is használták, a bronzkor erről az anyagról kapta a nevét. Jóllehet a réz és az ón elvileg előfordulhat egy helyen, ritkán bányászható egymás közelében a két érc, ezért a bronz jelenléte valamiféle kereskedelemre utal. Egyes elméletek szerint az ónhiány okozta a korszak végét, és adta át helyét a vaskornak.
A legkorábbi ónbronz leletek az i. e. IV. évezred végéről származnak, a mai Irán területéről.
A bronz szinte minden tulajdonsága előnyösebb a színvasénál: jobban ellenáll a korróziónak, és alacsonyabb hőfokon formálható. Alkotóelemeinek viszonylagos ritkasága folytán azonban a bronztárgyak mindvégig drágák, afféle luxuscikkek maradtak – a vas viszont a földkéreg ötödik leggyakoribb eleme, és mihelyt sikerült érceiből (hematit, limonit) kohósítani, tömegek ellátását, felfegyverzését tette lehetővé.
Gépiparban csapágycsészék, fogaskerekek, csigakerekek és csőszerelvények készülnek belőle, ekkor csekély ónt, 4-5% mangánt, és általában kis mértékben vasat tartalmaznak.
A bronz szó az olasz bronzo-ból van, mely Brindisi város nevéből keletkezett, itt gyártottak nagyobb mennyiségben bronztükröket.

## Szabványos magyar ipari bronzféleségek
Az öntészeti bronzok jól önthető, szilárd, kopásálló, jól csúszó szerkezeti anyagok. Az alakítható bronzok szilárd, a fárasztó igénybevételnek ellenálló ötvözetek. A bronz hideg és meleg megmunkálása nehezebb, mint a sárgarézé, de korrózióállóbb a sárgaréznél. A bronz tengervízálló és ellenáll a szerves savaknak is. A bronzok családjába tartoznak a vörösötvözetnek nevezett fémek is (nevüket a színükről kapták).
| Anyagminőség     | Bzö 12                                           | Vöt 9                                              | Vöt 8                                              | Vöt 5                                              | Vöt 4                                                         | Vöt 3                  | Vöt-h9                               | Vöt-h8                              | Vöt-h5                                                           | Vöt-h4                                                        | Vöt-h3                               |
| ---------------- | ------------------------------------------------ | -------------------------------------------------- | -------------------------------------------------- | -------------------------------------------------- | ------------------------------------------------------------- | ---------------------- | ------------------------------------ | ----------------------------------- | ---------------------------------------------------------------- | ------------------------------------------------------------- | ------------------------------------ |
| Sn %             | 11,5-13,5                                        | 8-10                                               | 7-9                                                | 4,5-5,5                                            | 3-4,5                                                         | 2-4                    | 9-10                                 | 7-9                                 | 4-6,5                                                            | 3-4                                                           | 2-3                                  |
| Cu %             | 88,5-86,5                                        | 85,5-84,5                                          | 83-81                                              | 86-84                                              | 94-92                                                         | 86-70                  | a többi                              | a többi                             | a többi                                                          | a többi                                                       | a többi                              |
| Pb %             | -                                                | -                                                  | 3-4                                                | 3-5                                                | 1-2                                                           | 3-6                    | 0-2,5                                | 3-5                                 | 3-5                                                              | 0-2                                                           | 2-6                                  |
| Zn %             | -                                                | 5-6                                                | 5,5-7                                              | 5-7                                                | 1,5-2,5                                                       | 9,13                   | 3-6                                  | 4-6                                 | 5-8                                                              | 1-2                                                           | 8-15                                 |
| Sn+Cu legalább % | 99                                               | 93                                                 | 88                                                 | 90                                                 | 97                                                            | 78                     | -                                    | -                                   | -                                                                | -                                                             | -                                    |
| Rm N/mm²         | 200                                              | 200                                                | 150                                                | 150                                                | 200                                                           | 180                    | -                                    | -                                   | -                                                                | -                                                             | -                                    |
| δ10 %            | 3                                                | 12                                                 | 6                                                  | 10                                                 | 20                                                            | 8                      | -                                    | -                                   | -                                                                | -                                                             | -                                    |
| HB               | 80                                               | 60                                                 | 70                                                 | 60                                                 | 50                                                            | 60                     | -                                    | -                                   | -                                                                | -                                                             | -                                    |
| Felhasználás     | csapágy, fogaskerék, csigakerék, saválló öntvény | gépszerelvény, géprész, vasúti jármű csapágycsésze | gépszerelvény, géprész, vasúti jármű csapágycsésze | gépszerelvény, géprész, vasúti jármű csapágycsésze | kemény- forrasztású alkatrész, hűtőszerelés, villamos géprész | víz- és gőz- armatúrák | vasúti és kazán- szerelvény, csapágy | csúszó- szerelvény, csapágy- csésze | gőzsze- relvény, szivattyú- alkatrész, közepes terhelésű csapágy | kemény- forrasztású alkatrész, hűtőszerelés, villamos géprész | kopásnak ki nem tett gőzsze- relvény |

| Anyagminőség         | Anyagminőség          | Bz 2      | Bz 2      | Bz 5      | Bz 5      | Bz 8    | AlBz 5      | AlBz 5      | AlBz 9      | AlBz 9      | AlBz 9      |
| -------------------- | --------------------- | --------- | --------- | --------- | --------- | ------- | ----------- | ----------- | ----------- | ----------- | ----------- |
| Jellemzők            | Jellemzők             | MSZ-710   | MSZ-710   | MSZ-710   | MSZ-710   | MSZ-710 | MSZ-711     | MSZ-711     | MSZ-711     | MSZ-711     | MSZ-711     |
| Alkotók legfeljebb   | Cu %                  | 98,5-97,5 | 98,5-97,5 | 95,7-94,5 | 95,7-94,5 | 93-91,5 | legalább 95 | legalább 95 | legalább 90 | legalább 90 | legalább 90 |
| Alkotók legfeljebb   | Sn %                  | 1,5-2,5   | 1,5-2,5   | 4,3-5,5   | 4,3-5,5   | 7-8,5   | -           | -           | -           | -           | -           |
| Alkotók legfeljebb   | Ni %                  | -         | -         | -         | -         | -       | -           | -           | -           | -           | -           |
| Alkotók legfeljebb   | P %                   | 0,3       | 0,3       | 0,3       | 0,3       | 0,3     | -           | -           | -           | -           | -           |
| Alkotók legfeljebb   | Al %                  | -         | -         | -         | -         | -       | 5±0,5       | 5±0,5       | 7-10        | 7-10        | 7-10        |
| Szilárdsági jellemző | Állapot               | rúd       | cső       | lemez     | rúd       | rúd     | lemez       | rúd         | lemez       | rúd         | cső         |
| Rm N/mm²             | lágy                  | 300       | -         | 320       | -         | -       | 300         | 300         | 400         | 400         | -           |
| Rm N/mm²             | félkemény             | 350       | -         | 450       | 380       | -       | 420         | 420         | 500         | 500         | 500         |
| Rm N/mm²             | kemény                | 450       | 400       | 550       | 500       | 550     | 500         | 500         | 550         | 550         | 550         |
| Rm N/mm²             | rugókemény            | -         | -         | 650       | 630       | 700     | 650         | -           | -           | -           | -           |
| Rm N/mm²             | Különleges rugókemény | -         | -         | 720       | -         | -       | -           | -           | -           | -           | -           |
| δ10 %                | lágy                  | 30        | -         | 30        | -         | -       | 30          | 30          | 30          | 30          | -           |
| δ10 %                | félkemény             | 9         | -         | 10        | 9         | -       | 15          | 15          | 12          | 12          | 12          |
| δ10 %                | kemény                | 6         | 6         | 4         | 5         | 5       | 7           | 10          | 5           | 5           | 5           |
| δ10 %                | rugókemény            | -         | -         | -         | 2         | 2       | -           | -           | -           | -           | -           |
| HB                   | lágy                  | 80        | -         | 70        | -         | -       | 70          | 70          | 90          | 90          | -           |
| HB                   | félkemény             | 90        | -         | 125       | 95        | -       | 110         | 110         | 130         | 130         | -           |
| HB                   | kemény                | 110       | -         | 155       | 120       | 130     | 130         | 130         | 160         | 160         | -           |
| HB                   | rugókemény            | -         | -         | 170       | 160       | 185     | 150         | -           | -           | -           | -           |
| HB                   | Különleges rugókemény | -         | -         | 195       | -         | -       | -           | -           | -           | -           | -           |

| Anyagminőség               | Anyagminőség | Albz-ö 10                                                        | Albz-ök 9                                                             |
| -------------------------- | ------------ | ---------------------------------------------------------------- | --------------------------------------------------------------------- |
| Jellemzők                  | Jellemzők    | MSZ-711                                                          | MSZ-711                                                               |
| Összetétel %               | Al           | 8-10,5                                                           | 8-10                                                                  |
| Összetétel %               | Fe           | -                                                                | 2-4                                                                   |
| Összetétel %               | Ni           | -                                                                | 0-1                                                                   |
| Összetétel %               | Cu           | többi                                                            | többi                                                                 |
| Egyéb alkotók legfeljebb % | Mn           | 0,5                                                              | 0,5                                                                   |
| Egyéb alkotók legfeljebb % | Sn           | 0,2                                                              | 0,2                                                                   |
| Egyéb alkotók legfeljebb % | Fe           | 1,0                                                              | -                                                                     |
| Egyéb alkotók legfeljebb % | Ni           | 1,0                                                              | -                                                                     |
| Szennyezők legfeljebb %    | Pb           | 0,1                                                              | -                                                                     |
| Szennyezők legfeljebb %    | Zn           | 0,5                                                              | -                                                                     |
| Szennyezők legfeljebb %    | Si           | 0,2                                                              | 0,3                                                                   |
| Szennyezők legfeljebb %    | As           | 0,5                                                              | 0,05                                                                  |
| Szennyezők legfeljebb %    | Sb           | 0,5                                                              | 0,05                                                                  |
| Szilárdsági tulajdonságok  | Rm N/mm²     | 350                                                              | Homokformázásnál 400                                                  |
| Szilárdsági tulajdonságok  | Rm N/mm²     | 350                                                              | Kokillaöntvénynél 500                                                 |
| Szilárdsági tulajdonságok  | δ10 %        | 15                                                               | 10                                                                    |
| Szilárdsági tulajdonságok  | HB           | 80                                                               | Homokformázásnál 90                                                   |
| Szilárdsági tulajdonságok  | HB           | 80                                                               | Kokillaöntvénynél 110                                                 |
| Felhasználás               | Felhasználás | Vegyipari öntvények, armaturák, kevésbé igénybevett csapágybélés | Fogaskerék, csigakerék, dugattyúgyűrű, nagynyomású szivattyúalkatrész |

## Felhasználása
A bronzkorban ékszereken tükrökön és szobrocskákon kívül szerszámokat és fegyvereket (kardok, tőrök, lándzsahegyek, sisak, vért) készítettek bronzból, ezek nagy részét azonban a vas és acél kiszorította. Az ókortól kezdve a bronzszobrok máig igen elterjedtek, mivel kitűnően önthető, híven követi az agyagból készült szobor minden felületi finomságát. A bronzszobrokon képződő patina azon kívül, hogy fokozza az esztétikai hatást, megvédi az alkotást a környezet romboló hatásaitól.
Igen elterjedtek a bronzból készült érmék is. A bronz hagyományos felhasználási területe a harangöntés. A haranghoz 20–23% ónt tartalmazó bronzot használnak. A harangöntés technikájából fejlődött ki az ágyúkészítés. A 19. század közepéig az ágyúk túlnyomó része bronzból készült. Harangokat bronz mellett acélból, öntöttvasból vagy alumíniumból is készítettek.
A gépgyártásban szelepek és más armatúrák, csapágyak, fogaskerekek és csigakerekek készülnek bronzból. Robbanásveszélyes munkahelyeken, például az olajfinomítók egyes részein, vagy tiszta oxigént használó környezetben csak bronzból készült szerszámokat szabad használni, mert az ütközésekor nem képződik olyan szikra, ami a robbanóképes elegyet felrobbantaná.

## Ismertebb bronz lovas szobrok

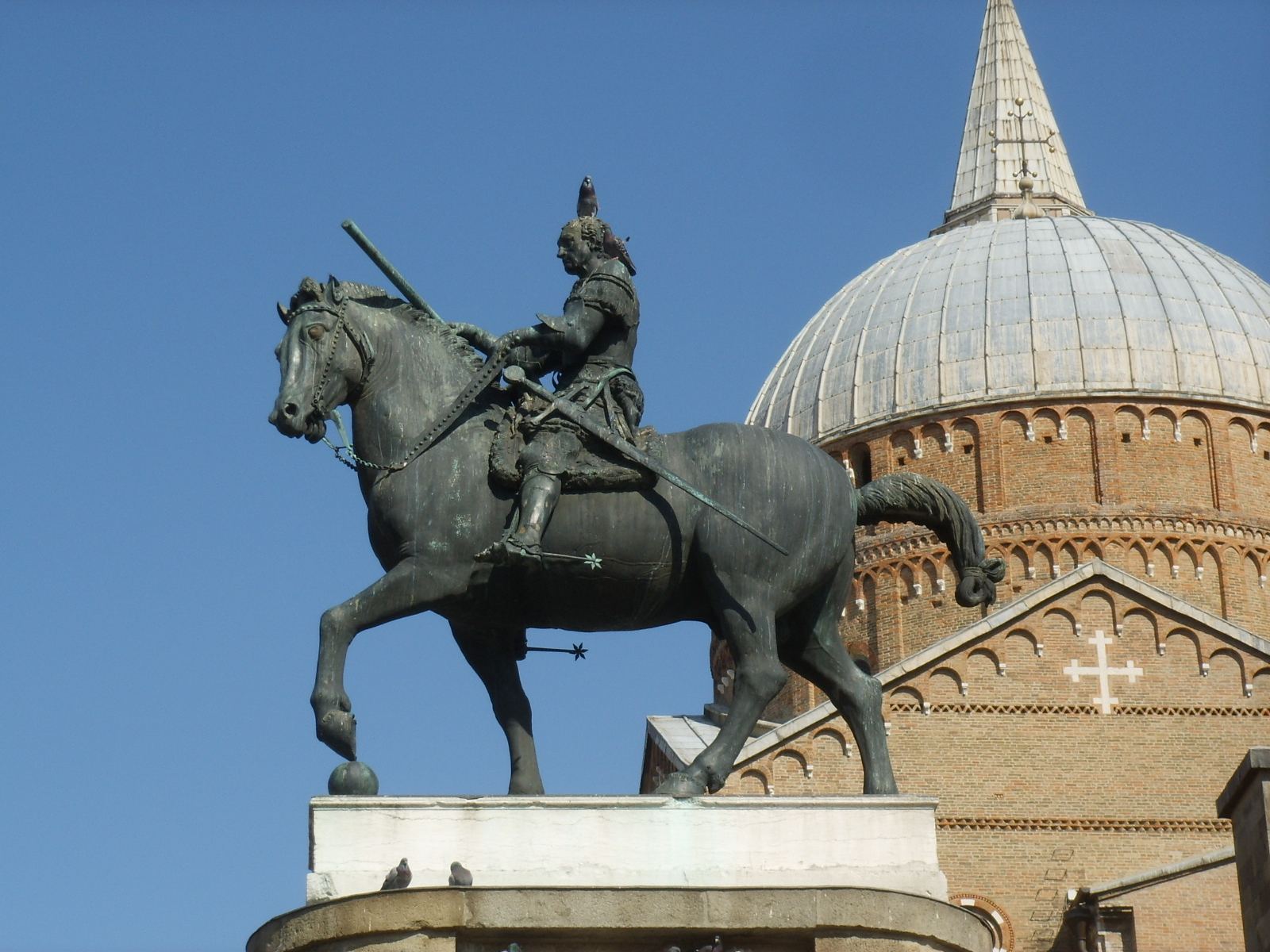
Gattamelata lovas szobra, Velence (Olaszország)
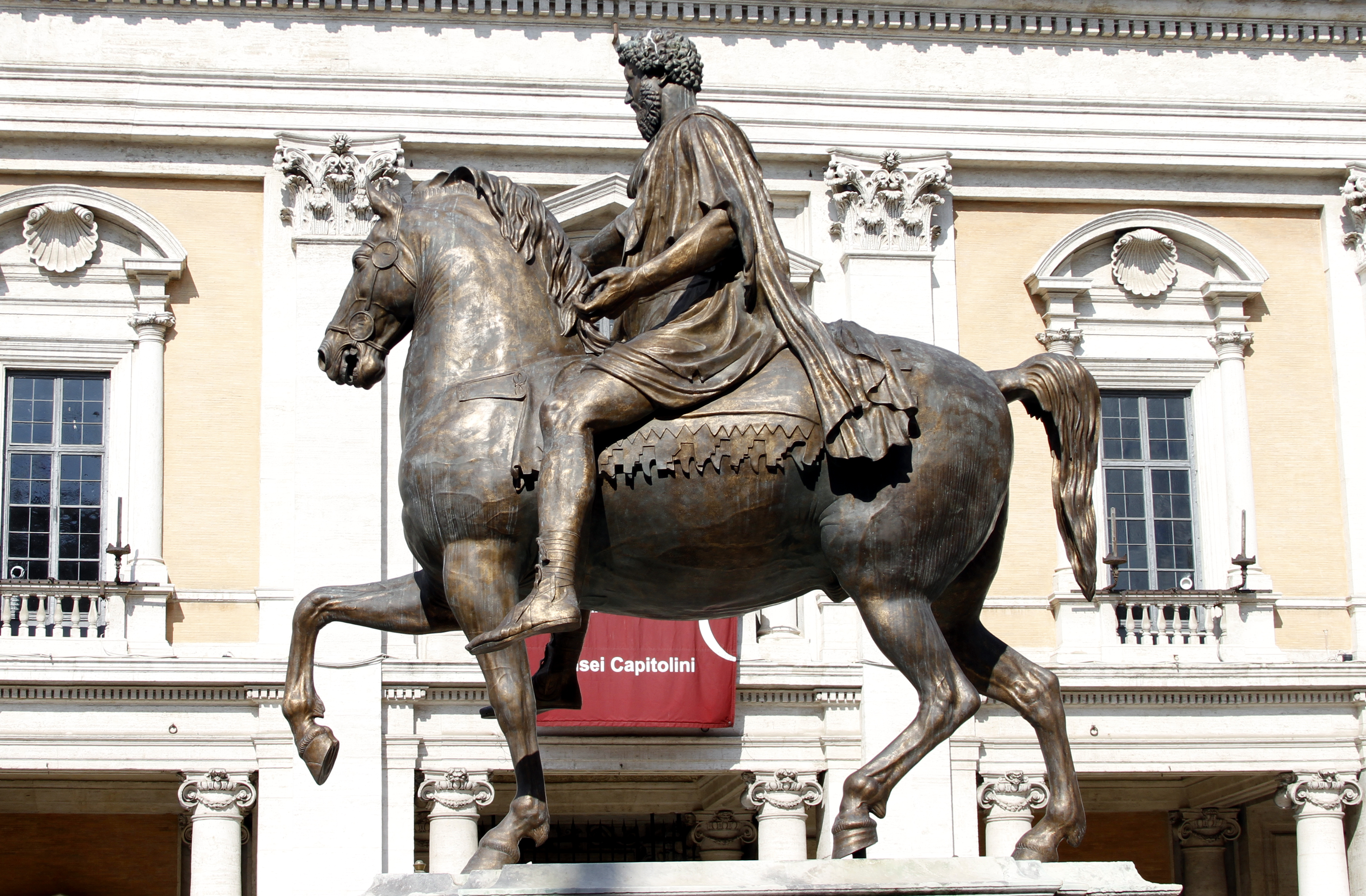
Marcus Aurelius lovas szobra, Róma
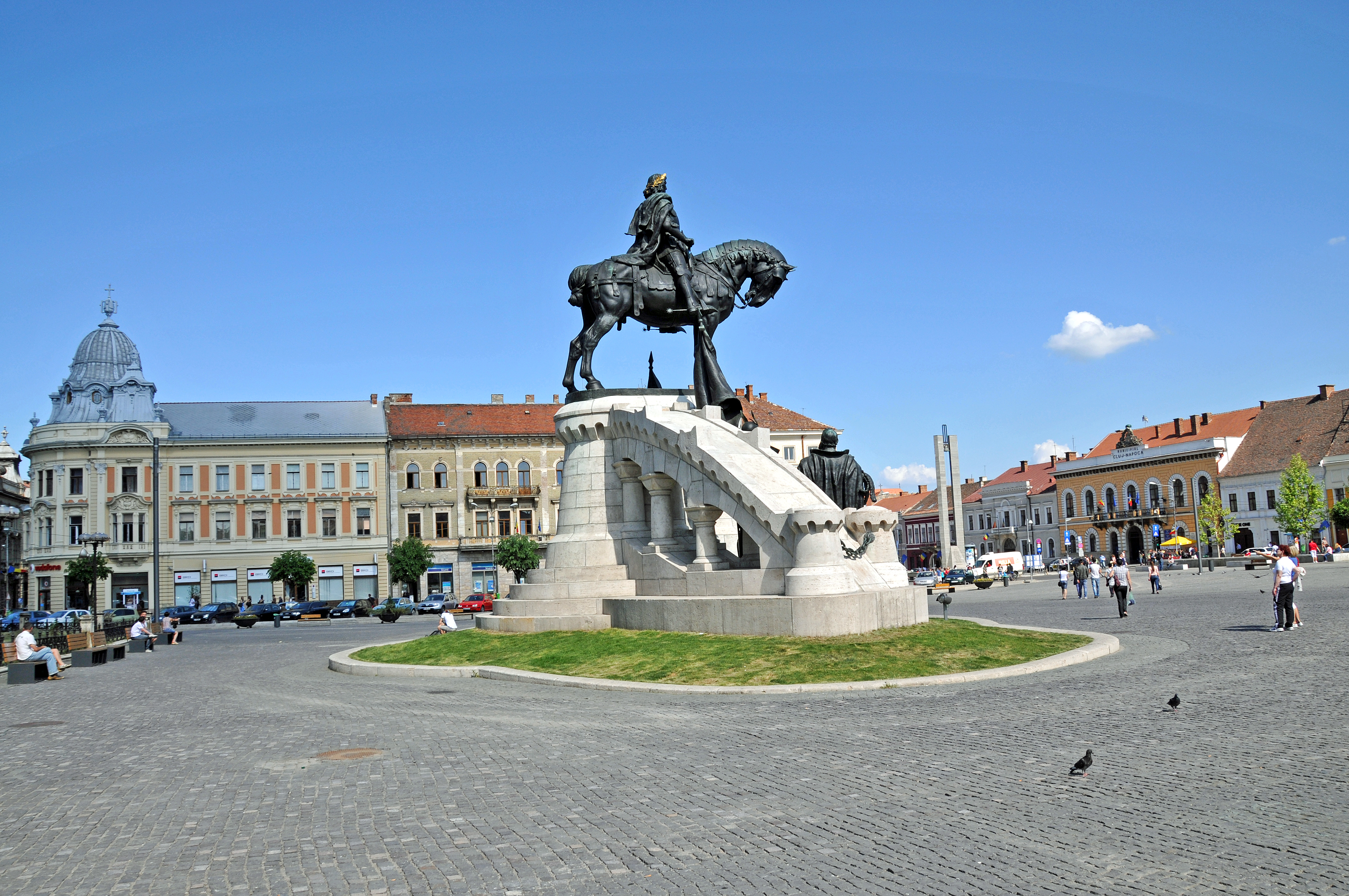
Hunyadi Mátyás lovas szobra, Kolozsvár
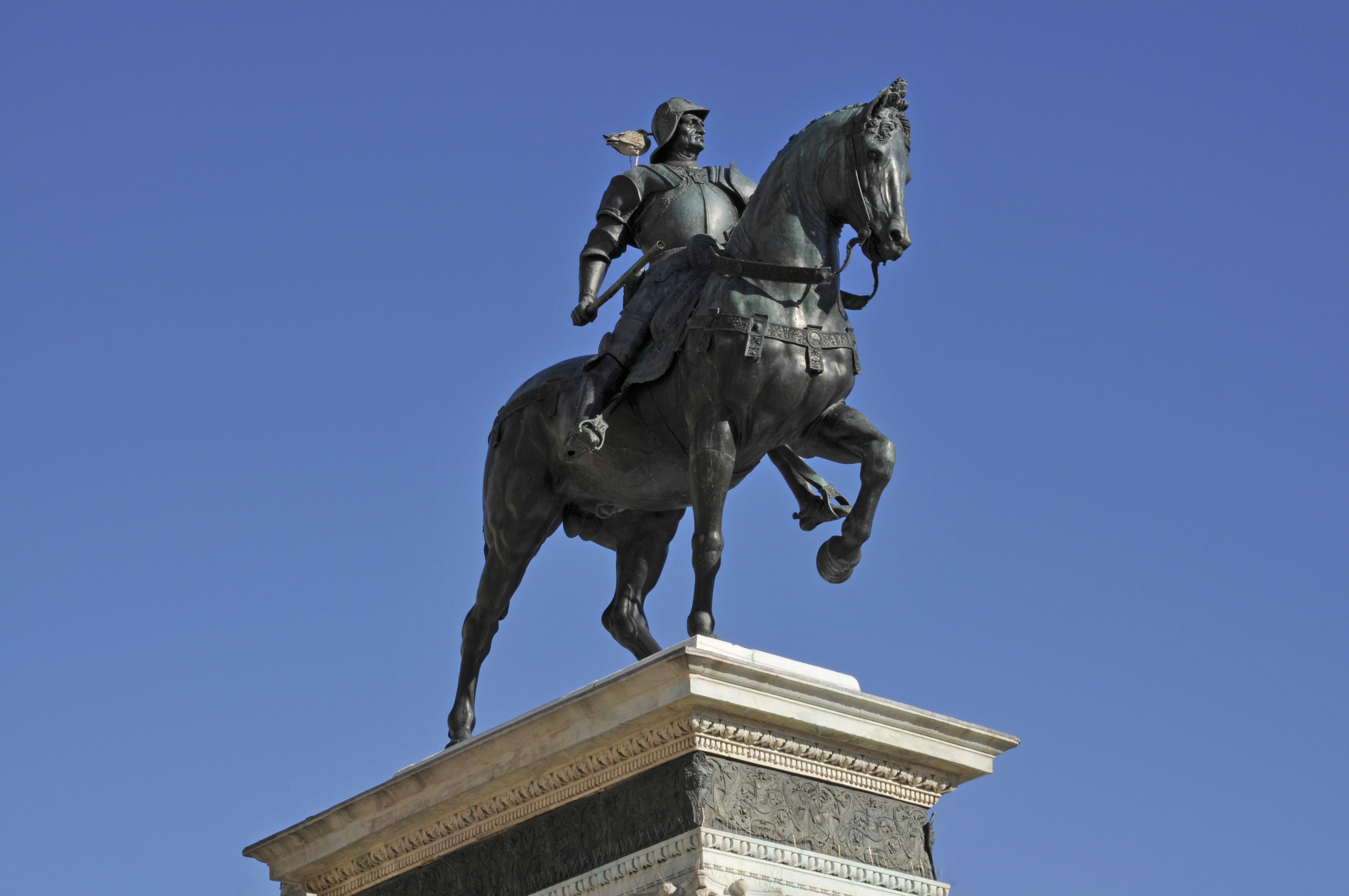
Colleoni lovas szobra, Velence
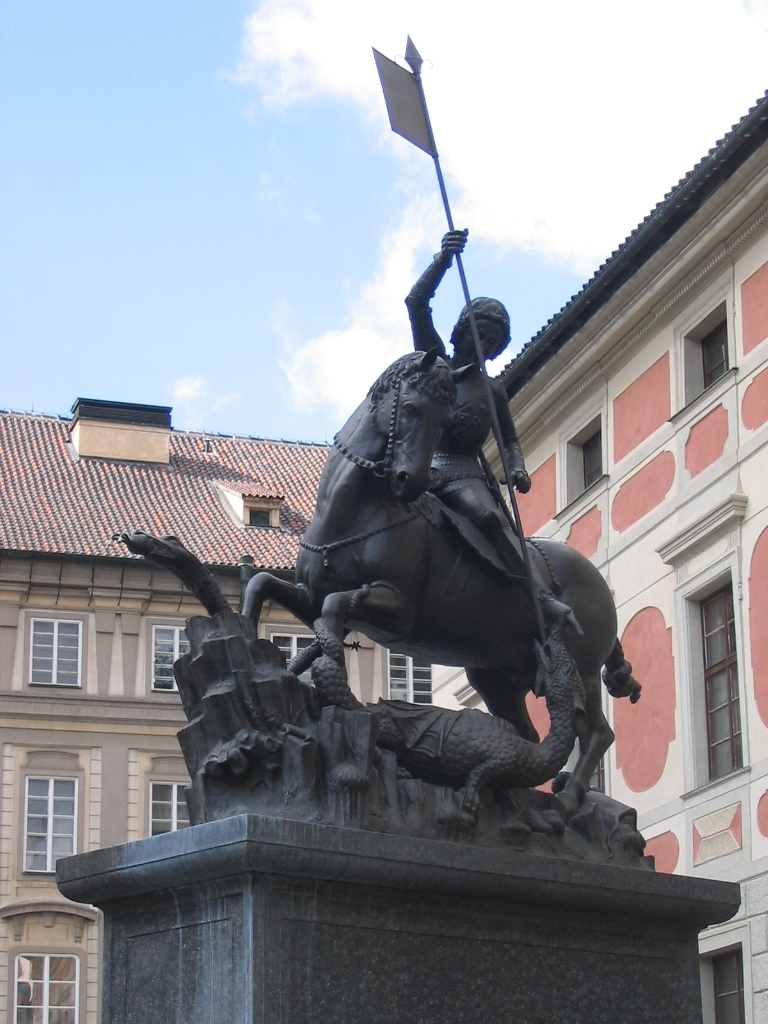
A Kolozsvári testvérek Szent György-szobra a Hradzsinban, Prága